# Chicago Typewriter
Chicago Typewriter (en hangul, 시카고 타자기; en hanja, 시카고打字機; romanización revisada, Sikago Tajagi) es una serie de televisión surcoreana de 2017 protagonizada por Yoo Ah In, Im Su Jeong y Go Kyung Pyo. Se estrenó el 7 de abril de 2017, con episodios emitidos cada viernes y sábado a las 20:00 (KST) por TVN.

## Sinopsis
Un famoso escritor (Yoo Ah‑in) comienza a tener recuerdos de su vida pasada tras hacerse con una antigua máquina de escribir, que al parecer contiene a un fantasma (Go Kyung Pyo), este le pide que termine la novela que empezó y al parecer es la historia que vivieron en la década de 1930 durante la ocupación japonesa de Corea, así junto con la fanática de Han Se-joo (Yoo Ah‑in), Jeon Seol (Im Soo-jung), que al perecer es una de sus camaradas en su vida pasada, buscaran la verdad tras su muerte y la razón de que Yoo Jin-oh (Go Kyung Pyo) haya sido el único que no pudo reencarnar.

## Reparto

### Personajes Principales

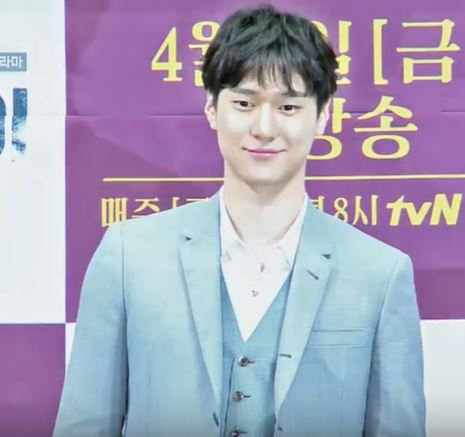
Go Kyung Pyo durante la conferencia de prensa de Chicago Typewriter

- Yoo Ah In como Han Se-joo / Seo Hwi-young.
  - Choi Min-young como Han Se-joo joven.
- Im Soo Jung como Jeon Seol / Ryu Soo-hyun.
  - Choi Myung-bin como Jeon Seol de niña.
  - Jo Min-ah como Ryu Soo-hyun joven.
- Go Kyung Pyo como Yoo Jin-oh / Shin Yool.
- Kwak Si Yang como Baek Tae-min / Heo Young-min.
  - Son Sang-yeon como Baek Tae-min (joven).
- Yang Jin-sung como Ma Bang-jin, la mejor amiga de Jeon Seol.
  - Kwak Ji Hye como Ma Bang Jin (joven).

### Personas cercanas a Han Se Joo
- Jo Woo-jin como Gal Ji-seok.
- Oh Na-ra como Secretaria Kang.

### Personas cercanas a Jun Seol
- Jeon Su-Kyeong como Madre de Ma Bang Ji.
- Kang Hong-seok como Won Dae-han.
  - Song Jun-Hee como Won Dae-Han (joven).
- Ji Dae Han como Padre de Wong Tae Han.
- Choi Duk-Moon como el padre de Jun Seol.
- Jeon Mi-Sun como Madre de Jun Seol.

### Personas cercanas a Baek Tae Min
- Chun Ho-jin como Beak Do-ha.
- Jo Kyung Sook como Madre de Tae Min.

### Otros personajes
- Cha Gun-woo es el mayordomo de la familia de Yool.
- Lee Gyu Bok como Song Jong Wook (Periodista).
- Kim Hyun Sook como Directora del hospital veterinario.
- Shim Min como Mi Young.
- Kim Sung Hoon como Lee Jung Bong (trabajador de la editorial).
- Park Ji Hoon como Jun Do Yeob (trabajador de la editorial).
- Ha Kyung como Jo Sang Chul.
- Park Sun Im como Hanna Kim.
- Yoo Byung Jae como cuidador de venados (Ep.2)
- Choi Song Hyun como Moderadora de la Rueda de Prensa (Ep. 3)
- Cosmic Girls como Grupo de Chicas (Ep. 3)
- Jung Yeon Joo como Amiga de Bang Jin.
- Na Hye Jin como Amiga de Bang Jin.
- Choi Seo Yeon como Amiga de Jeon Seol.
- Jo Young Hoon como veterinario.
- Choi Gyo Sik como jardinero de Se Joo.
- Lee Ji Soo como trabajadora de la editorial.
- Jun Jin Gi como Oficial Japonés.
- Woo Do Im como Mujer Misteriosa Jo Sang Mi (Ep. 10 al 15)

## Producción
La serie fue creada por Jin Soo Wan quien escribió las series Moon Embracing the Sun (2012) y Kill Me, Heal Me (2015). Asimismo, Chicago Typewriter marca el regreso a la televisión a Im Soo-Jung después de 13 años.

## Chicago Typewriter OST
| N.º | Título                        | Artista     | Duración |  |
| 1.  | «Chicago Typewriter»          |             | 03:05    |  |
| 2.  | «Satellite»                   | SALTNPAPER  | 03:52    |  |
| 3.  | «Blooming Memories»           | Baek Ye-rin | 03:43    |  |
| 4.  | «Writing Our Stories»         | SG Wannabe  | 03:59    |  |
| 5.  | «Be My Light»                 | Kevin Oh    | 03:48    |  |
| 6.  | «Come With Me»                | Boni Pueri  | 03:58    |  |
| 7.  | «Time Walk»                   | Boni Pueri  | 03:30    |  |
| 8.  | «Satellite»                   |             | 03:52    |  |
| 9.  | «Blooming Memories»           |             | 03:43    |  |
| 10. | «Writing Our Stories»         |             | 03:37    |  |
| 11. | «Be My Light»                 |             | 03:48    |  |
| 12. | «Ghostwriter Yoo Jin-oh»      |             | 02:36    |  |
| 13. | «Aim the Gun»                 |             | 03:02    |  |
| 14. | «Han Se-joo & Jeon Seol»      |             | 03:21    |  |
| 15. | «Time Travel»                 |             | 03:12    |  |
| 16. | «Remember the Novel We Wrote» |             | 03:10    |  |

## Audiencia
Los números en azul representan la audiencia más baja y los números en  rojo la más alta.
| Episodio # | emisión original    | Average audience share | Average audience share | Average audience share |
| Episodio # | emisión original    | AGB Nielsen Ratings    | AGB Nielsen Ratings    | TNmS Ratings           |
| Episodio # | emisión original    | Nacional               | Seúl Área Capital      | TNmS Ratings           |
| ---------- | ------------------- | ---------------------- | ---------------------- | ---------------------- |
| 1          | 7 de abril de 2017  | 2.649%                 | 2.924%                 | 3.8%                   |
| 2          | 8 de abril de 2017  | 2.822%                 | 3.253%                 | 3.2%                   |
| 3          | 14 de abril de 2017 | 2.235%                 | 2.555%                 | 2.3%                   |
| 4          | 15 de abril de 2017 | 2.094%                 | 2.688%                 | 2.6%                   |
| 5          | 21 de abril de 2017 | 1.920%                 | 1.847%                 | 1.9%                   |
| 6          | 22 de abril de 2017 | 2.236%                 | 2.840%                 | 2.6%                   |
| 7          | 29 de abril de 2017 | 2.449%                 | 2.546%                 | 2.4%                   |
| 8          | 29 de abril de 2017 | 2.449%                 | 3.162%                 | 2.8%                   |
| 9          | 12 de mayo de 2017  | 2.322%                 | 2.761%                 | 3.7%                   |
| 10         | 13 de mayo de 2017  | 2.275%                 | 3.034%                 | 2.0%                   |
| 11         | 19 de mayo de 2017  | 2.450%                 | 2.657%                 | 2.5%                   |
| 12         | 20 de mayo de 2017  | 2.252%                 | 2.954%                 | 2.4%                   |
| 13         | 26 de mayo de 2017  | 2.335%                 | 2.795%                 | 2.2%                   |
| 14         | 27 de mayo de 2017  | 1.444%                 | 1.762%                 | 1.7%                   |
| 15         | 2 de junio de 2017  | 2.419%                 | 2.975%                 | 2.4%                   |
| 16         | 3 de junio de 2017  | 2.162%                 | 2.551%                 | 2.9%                   |
| Average    | Average             | 2.27%                  | 2.71%                  | 2.59%                  |

Nota: El drama se emitió por un canal de cable y estos generalmente no obtienen puntuaciones tan altas como los dramas de canales públicos tales como (KBS, SBS, MBC & EBS).

## Emisión internacional
- Hong Kong: Fantastic TV (2017).
- Malasia: 8TV (2017).
- Singapur: VV Drama (2017) y Sony One TV (2017).
- Vietnam: VTC5 tvBlue (2017), HTV3 (2017).